# 里加客運站
里加客運站是拉脫維亞首都里加的的主要火車站，位於里加的市中心。里加大多數公共交通工具都停靠此車站。車站的站前廣場上有商店、公共交通樞紐和各種建築。車站始建於1861年，並在1885年擴建。1914年，又有兩個車站合併入此車站。1960年，第一座車站大樓開業。1965年第二座車站大樓也相繼開業。